# 埃科维尔
埃科维尔（法語：Écauville，法語發音：[ekovil]）是法国厄尔省的一个市镇，属于埃夫勒区。

## 地理
埃科维尔（49°7'29"N, 0°59'32"E）面积3.35 平方千米，位于法国诺曼底大区厄尔省，该省份为法国北部内陆省份，北起滨海塞纳省，西接奧恩省和卡爾瓦多斯省，南至厄尔-卢瓦省，东临瓦兹省、瓦兹河谷省和伊夫林省。
与埃科维尔接壤的市镇（或旧市镇、城区）包括：弗格罗勒、基特伯夫、圣奥班代克罗斯维尔。

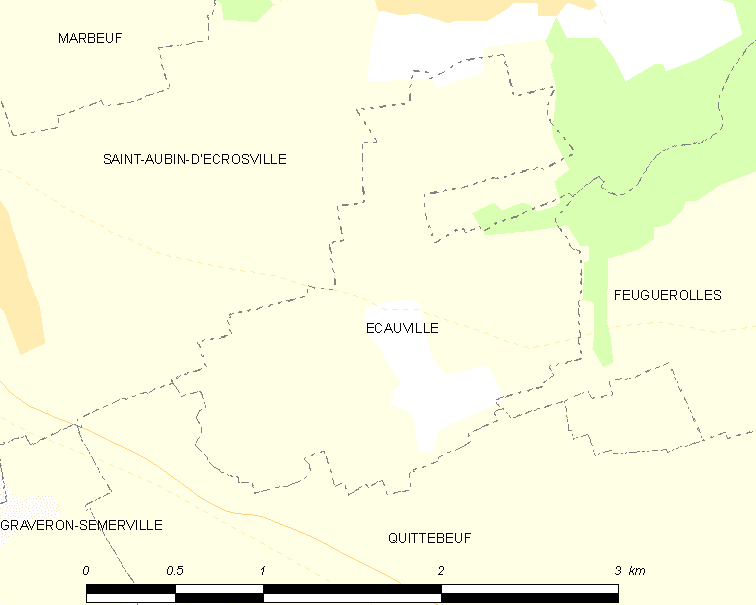
埃科维尔的OSM定位图

埃科维尔的时区为UTC+01:00、UTC+02:00（夏令时）。

## 行政
埃科维尔的邮政编码为27110，INSEE市镇编码为27212。

## 政治
埃科维尔所属的省级选区为勒讷堡县。

## 人口

1962-2008年间埃科维尔人口变化图示

埃科维尔于2022年1月1日时的人口数量为114人。